# 102224 Raffaellolena
102224 Raffaellolena este o planetă minoră (asteroid), cu un diametru de 1,54 km, din centura de asteroizi. A fost descoperită pe 10 octombrie 1999 la Osservatorio Astronomico di Gnosca⁠(d) de Stefano Sposetti⁠(d). 
Obiectul prezintă o orbită caracterizată de o semiaxă mare de 2,3812539758625 UAi, o excentricitate de 0,1925330048757, o înclinație de 2,8592118286294 ° în raport cu ecliptica.